# Racionalizar denominadores
Si tenemos una expresión fraccionaria o una razón geométrica en que en el denominador, o en cuyo consecuente haya un número irracional, generalmente radicales o una combinación de sumas y restas de radicales, se trata de que en el denominador aparezca un número racional. El algoritmo para conseguir tal objetivo se denomina racionalizar el denominador

## Casos de racionalización

### Radical cuadrático
En el caso de hallar el seno de 45°, usando un triángulo rectángulo isósceles se tiene la expresión:
{\displaystyle {\frac {1}{\sqrt {2}}}}, cuyo denominador se puede racionalizar, para ello multiplicamos ambos términos de la razón por {\displaystyle {\sqrt {2}}} y resulta 
{\displaystyle {\frac {1\times {\sqrt {2}}}{{\sqrt {2}}\times {\sqrt {2}}}}={\frac {\sqrt {2}}{2}}}

### Suma o diferencia de radicales cuadráticos
En el caso de la siguiente razón
{\displaystyle {\frac {2}{{\sqrt {5}}-1}}} se multiplica por el conjugado de radicales {\displaystyle {\sqrt {5}}+1}
{\displaystyle {\frac {2\times ({\sqrt {5}}+1)}{({\sqrt {5}}-1)\times ({\sqrt {5}}+1)}}={\frac {2\times ({\sqrt {5}}+1)}{5-1}}}
Finalmente con el denominador racionalizado, previa simplificación
{\displaystyle {\frac {{\sqrt {5}}+1}{2}}}